# Stenocercus aculeatus
Stenocercus aculeatus là một loài thằn lằn trong họ Tropiduridae. Loài này được O'Shaughnessy mô tả khoa học đầu tiên năm 1879.